# Guitar điện
Guitar điện là loại đàn guitar sử dụng bộ cảm biến và truyền dẫn âm thanh để chuyển đổi các rung động của dây đàn thành các xung điện, từ đó có thể truyền đi xa, điều chỉnh âm tần và khuếch đại ra loa.
Trong hệ thống phân loại của nhạc cụ học hiện nay, loại đàn này được xếp vào nhóm electrophone (nhạc cụ điện), cũng gọi là nhóm composite chordophone (tổng hợp) hay nhạc cụ phi truyền thống. Trái ngược với loại đàn này là guitar acoustic mà ở Việt Nam thường gọi là guitar cổ điển hay  guitar Tây Ban Nha hoặc guitar truyền thống.
Như tên gọi tiếng Anh (electric guitar), loại đàn này bắt buộc cần sử dụng nguồn điện, nếu không có điện thì đàn vô dụng trong biểu hiện âm nhạc.

## Lược sử
- Guitar cổ điển (guitar ascoutic) phát ra được âm thanh nhờ rung động của dây đàn được cộng hưởng với không khí trong hộp đàn bằng gỗ, gây ra âm thanh ấm áp, nhẹ nhàng nhưng không vang xa vì cường độ nhỏ. Vào khoảng những năm 1920 - 1930, lợi dụng sự phát triển của kĩ thuật khuếch đại âm thanh, một số nghệ sĩ đã gắn mi-crô vào trong hộp đàn để thanh âm lớn hơn. Loại này được gọi là "guitar khuyếch đại âm" (tiếng Anh: amplified guitar), gọi tắt là guitar AMP, mà ở Việt Nam đã gọi nôm na là guitar cắm điện. Nghệ sĩ guitar William Leon McAuliffe được xem là một trong những người sử dụng và phát triển loại đàn này.[6]

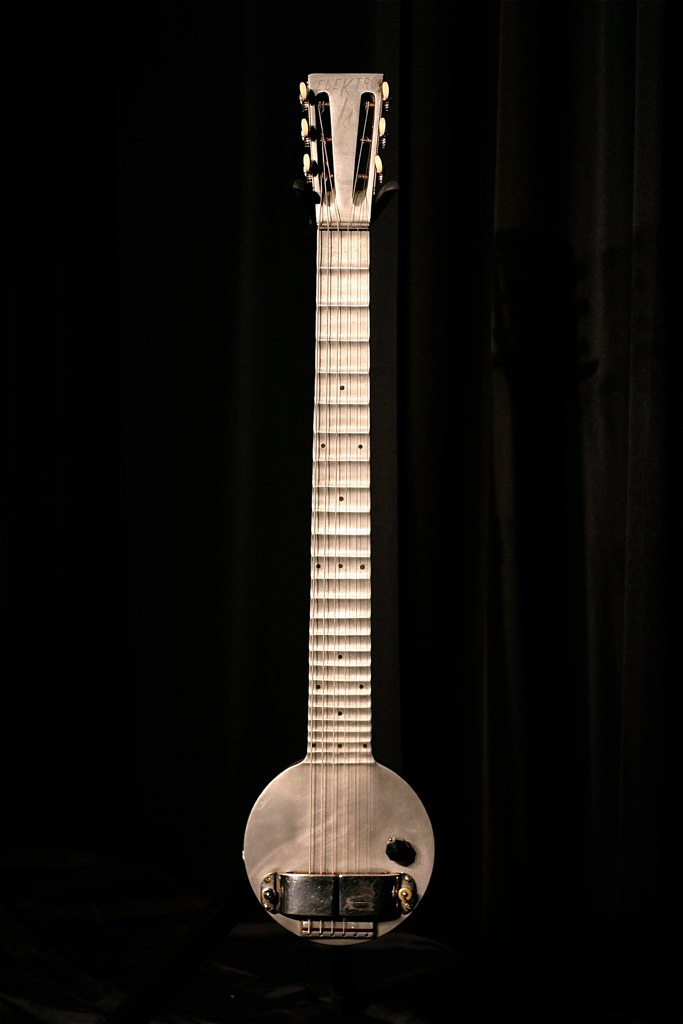
"Guitar" điện biệt danh "Cái chảo"

- Tuy độ lớn của thanh âm do guitar phát ra đã được giải quyết bằng phát minh này, nhưng đàn lại đòi hỏi khá nhiều dây dẫn kèm theo, rải trên sân khấu gây vướng, chưa kể đi đâu cũng phải "vác" theo hộp AMP (thiết bị khuếch đại kèm loa) khá cồng kềnh. Do đó, có một số nhà phát minh nhạc cụ đã tạo ra các kiểu đàn điện khác. Trong số này, nổi bật là George Beauchamp, vào năm 1931 đã tạo ra chiếc đàn dây khuếch đại điện đầu tiên được thương mại hóa, có biệt danh là "Frying Pan" (cái chảo).[7] Vào thời đó, điểm mới lạ của đàn này là nó khá giống guitar, nhưng thân lại hình tròn, bằng kim loại và có gắn pickup.[7][8] Sự phát minh ra pickup là bước ngoặt lớn, vì nó là thiết bị điện tử vừa tạo ra cộng hưởng, lại vừa truyền thanh âm do đàn phát ra, nên có thể gọi là đàn dây điện tử và được tung ra thị trường vào năm 1932. Từ đó, guitar điện được phát sinh và được những người chơi guitar hưởng ứng và sử dụng. Trong nhóm này, ban đầu có Les Paul, Lonnie Johnson, nữ ca sĩ với nghệ danh Sister Rosetta Tharpe, T-Bone Walker và Charlie Christian. Trong suốt những năm 1950 và 1960, loại guitar điện này trở thành nhạc cụ quan trọng nhất trong âm nhạc đại chúng. Nó đã phát triển thành một nhạc cụ có khả năng tạo ra vô số âm thanh và phong cách trong các thể loại khác nhau, từ pop và rock đến nhạc đồng quê, blues và jazz. Nó đóng vai trò là một thành phần chính trong sự phát triển của nhạc blues, nhạc rock and roll, nhạc rock, nhạc heavy metal và nhiều thể loại âm nhạc khác.[5]
- Đến năm 1952, Theodore "Ted" McCarty cùng một số người khác đã hoàn thiện một mẫu guitar khác và hãng Gibson Guitar Corporation (công ty guitar Gip-xân) của ông đã sản xuất chiếc đàn loại này có sự chứng thực của nghệ sĩ guitar nổi tiếng thời đó là Les Paul, nên gọi là đàn Gibson Les Paul (hình đầu trang).[9] Đó là guitar điện tử hoàn chỉnh đầu tiên. Kiểu đàn này không cần hộp đàn rỗng để cộng hưởng, nên còn gọi là guitar thân đặc (solid-body guitar). Đây cũng là kiểu phổ biến nhất cho đến nay.

## Các dòng guitar chính thường gặp
Cho đến nay, có ba dòng guitar thường gặp nhất là: đàn cổ điển, đàn khuếch đại âm và đàn điện tử

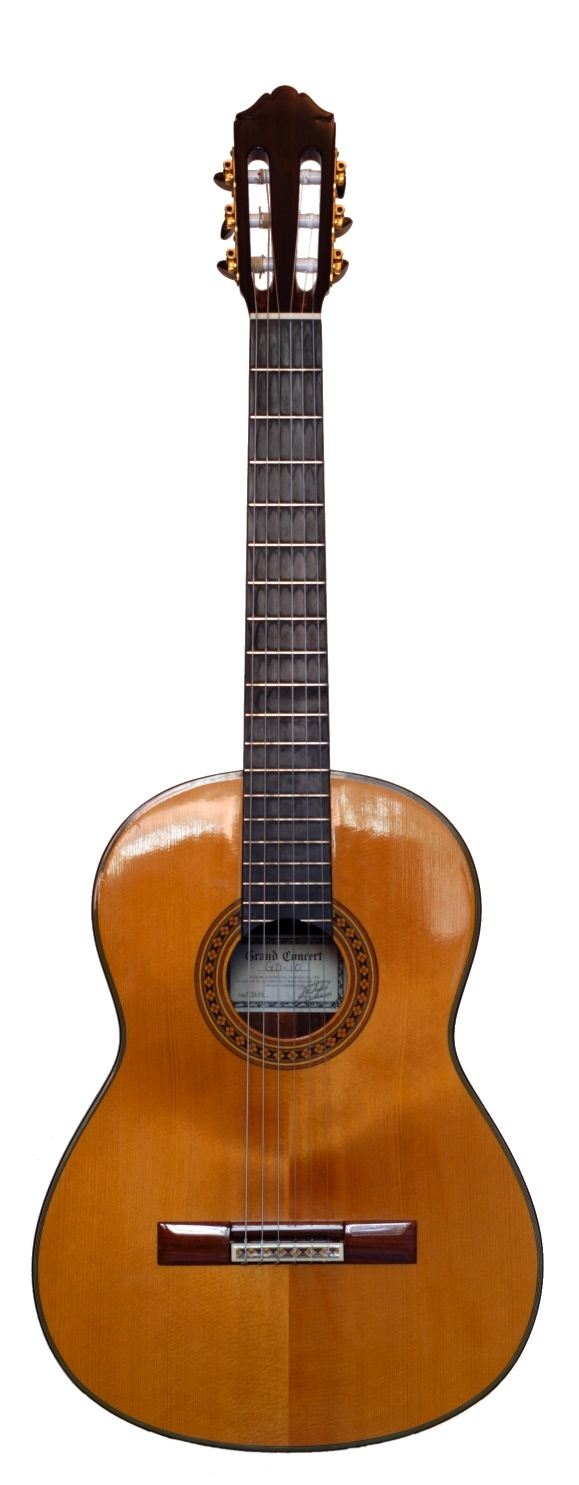
Guitar cổ điển (acoustic)
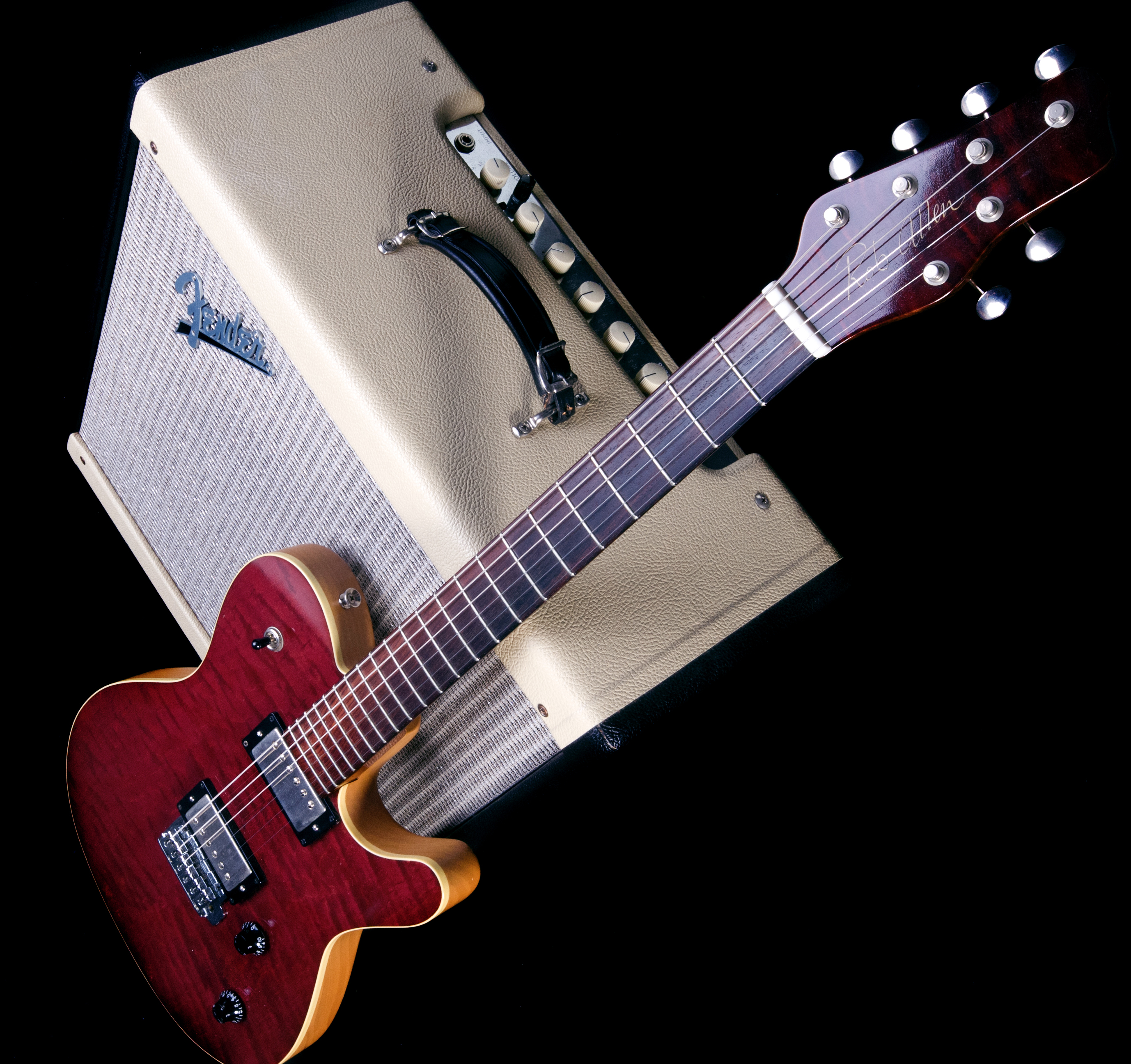
Guitar khuếch đại âm
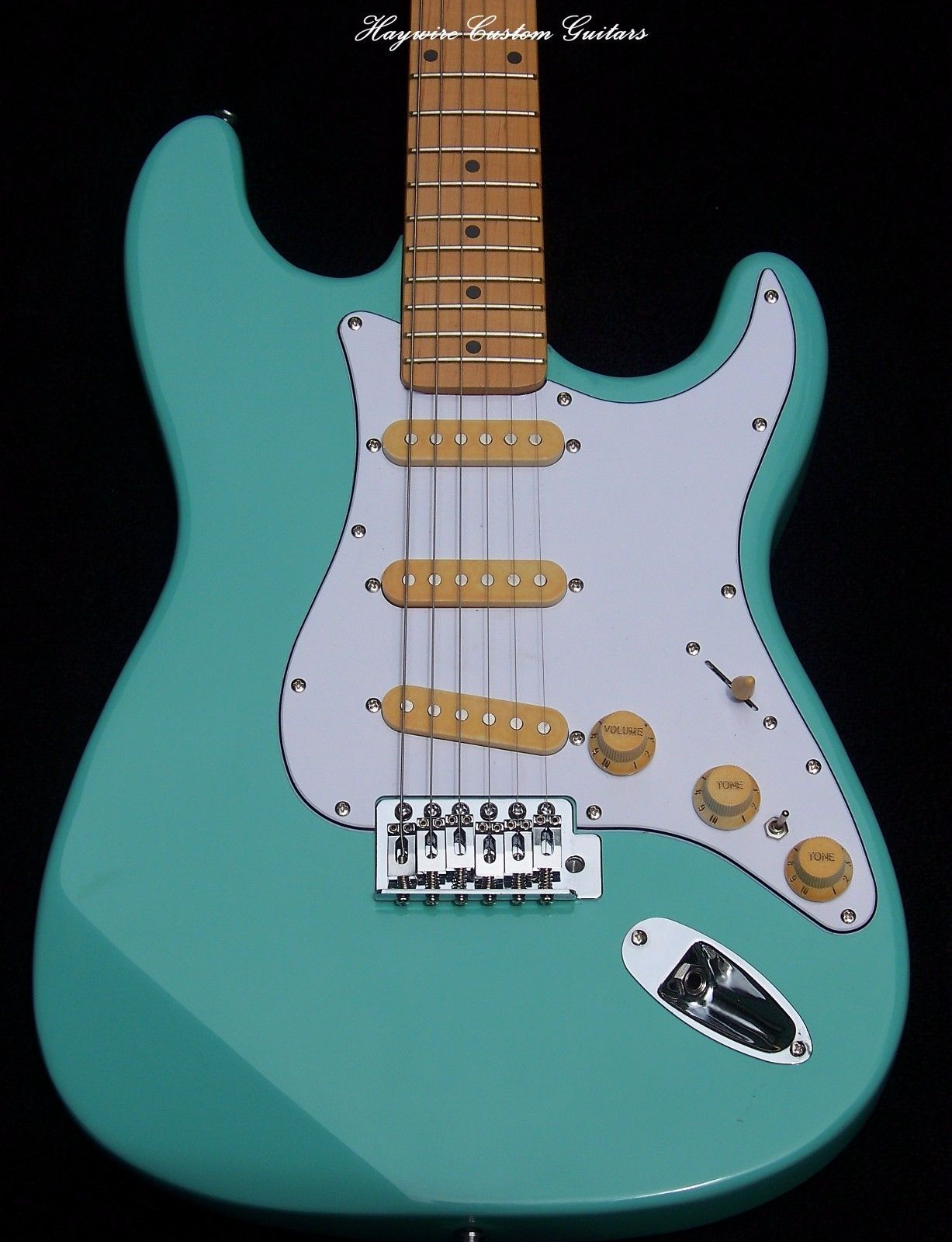
Guitar điện tử

Trong mỗi dòng trên, lại có nhiều biến thể khác nhau, thỏa mãn nhu cầu đa dạng của người dùng đàn. Chẳng hạn:
- Guitar cổ điển có những kiểu: guitar Tây Ban Nha, guitar Baroque, guitar flamenco, đàn 12 dây, guitar nhỏ (parlour guitar, dùng chơi phòng khách hay ban đêm), guitar cộng hưởng (resonator guitar, thanh âm phát ra nhờ cộng hưởng nón kim loại), v.v.
- Guitar khuếch đại âm: đàn bán cổ điển (semi-acoustic guitar, thực chất là đàn cổ điển gắn thêm micrô), đàn cộng hưởng kép (hybrid guitar - guitar lai - tạo thanh âm từ cộng hưởng khí trong thùng đàn và cộng hưởng pickup), đàn cổ điển điện (acoustic-electric guitar) có hệ thống phát âm thanh qua bluetooth, v.v.
- Guitar điện tử ngoài kiểu trên thường gặp là 6 dây, còn có kiểu 7, 8 hay 9 dây, đàn guitar bass (trầm, thường có bốn dây), guitar warr (cảm ứng, chơi cả hai tay, có 7 - 14 dây), guitar sắt điện tử (tức guitar Hawai đã "điện tử hóa"), v.v.

Từ phần dưới đây của bài viết này chủ yếu giới thiệu về loại guitar điện tử 6 dây, hiện phổ biến trên Thế giới cũng như ở Việt Nam, được thanh thiếu niên ưa chuộng, sử dụng trong luyện tập hay biểu diễn cả nhạc cổ điển và nhạc "phi cổ điển". Loại đàn này rất thích hợp với các thể loại nhạc Jazz, Nhạc Rock, nhạc Pop, nhạc đồng quê, nhạc gypsy, v.v. do có những khả năng mở rộng âm sắc và kĩ thuật hơn so với guitar cổ điển. Nó thường được dùng phối hợp với các nhạc cụ điện khác như piano điện tử, organ điện tử, vĩ cầm điện tử cùng dàn trống để biểu diễn.

## Nguyên lí hoạt động

Sơ đồ về nguyên lí chung của guitar điện tử. Trong sơ đồ, đường nét rời (- - -) biểu hiện có thể là vô tuyến.

- Guitar điện tử bắt buộc phải dùng dây bằng kim loại từ tính và gắn bộ cảm biến và xử lí âm thanh trước khi truyền đến loa.
- Bộ cảm biến và xử lí âm thanh có hai thành phần chính là pickup và hệ truyền dẫn và xử lý âm thanh. Hầu hết các loại guitar điện tử ngày nay dù của Gibson, Yamaha hay Fender đều có bộ Bộ cảm biến và xử lí âm thanh gắn liền với thân đàn.

### Pickup
- Pickup là thiết bị để chuyển đổi rung động của dây đàn thành tín hiệu điện.
- Mỗi pickup gồm ít nhất một bôbin có lõi là nam châm. Khi được cấp điện và rung động dây đàn (bằng kim loại từ tính), thì dây đàn làm từ thông biến đổi, từ đó bôbin phát sinh dòng điện biến đổi tương ứng, tạo ra "âm thanh khô" (dry sound).
- Ngày nay, pickup thường được nhà sản xuất tạo thành một bộ gọi là humbucker, mỗi đàn thường gồm ít nhất 2 humbucker: một đặt sát ngựa đàn (nhận thanh âm đanh, gọn) và một bộ gần sát cần đàn (nhận thanh sắc ấm hơn).

### Hệ truyền dẫn và xử lý
- Gồm cổng nhận "âm thanh khô" nối với bộ điều chỉnh âm tần (gọi tắt là EQ) và âm lượng, từ đó tạo thành "âm thanh ướt" đến loa qua bộ khuếch đại điện tử.
- Bộ điều chỉnh âm tần (tiếng Anh: equalizer, viết tắt là EQ) tạo điều kiện cho người dùng đàn điều chỉnh sự cân bằng giữa các thành phần tần số trong tín hiệu điện tử được phát ra, thường được gọi nôm na là nút "thanh - trầm" (treble - bass).
- Bộ điều chỉnh âm lượng (volume) thường được gọi nôm na là nút "to - nhỏ" để tái tạo âm thanh ướt có cường độ lớn hơn hay nhỏ đi theo ý muốn người dùng đàn.

## Cấu tạo chung

Bộ phận chủ yếu ở guitar điện tử là pickup (10) và bộ điều chỉnh (11).

### Cấu tạo ngoài
Guitar điện tử có nhiều hình dạng và cấu tạo khá khác nhau, nhưng nói chung gồm các bộ phận sau (hình bên).
- Các bộ phận giống như guitar cổ điển:

1 = đầu cần đàn (headstock),
2 = lược đàn (nut),
3 = nút chỉnh dây (machine head),
4 = các phím đàn (frets),
5 = trục lõi (truss rod),
6 = miếng đánh dấu (inlays),
7 = cần đàn (neck),
8 = điểm nối cần và thân đàn (neckjoint),
9 = thân đàn (body),
12 = ngựa đàn (bridge) và chốt dây (sáu chiếc),
13 = đệm mặt đàn (pickguard).
- Các bộ phận đặc trưng:

10 = hai bộ pickup (có thể nhiều hơn hai),
11 = các núm điều chỉnh (volume).
Ngoài ra còn có công tắc điện và dây đàn đặc trưng.
- Khác hẳn guitar điện đời cổ (guitar khuếch đại âm), guitar điện tử không cần hộp đàn (cũng gọi là thùng đàn) để cộng hưởng nên là thân đặc và phát xung điện đã được xử lí đến loa. Đường đến loa có thể qua đường sóng vô tuyến, nên không cần dây dẫn, nhờ đó, người biểu diễn có thể di chuyển tự do trên sân khấu.
- Dây đàn của guitar điện bắt buộc phải làm bằng kim loại có khả năng nhiễm từ, không thể bằng dây nilông như guitar ascoutic và guitar điện khuếch đại âm.

### Bộ dây đàn
- Loại phổ biến nhất là guitar sáu dây, thường được điều chỉnh theo âm thoa chuẩn, từ thấp (dây có đường kính lớn hơn cả) đến cao (dây mảnh nhất) theo thứ tự là "mì", "là", "rê", "son", "si" và "mí". Trình tự này giống như guitar cổ điển, các phím trên cần đàn cũng được phân chia tương tự, nên người chơi guitar loại này có thể dễ dàng tiếp cận với loại kia, tuy kĩ thuật chi tiết khác nhau khá nhiều. Nói chung, đặc điểm của mỗi dây trong bộ dây đàn guitar như sau (chú ý rằng nốt đô thường kí hiệu là C4):[13]

| Dây số           | Tên dây đọc theo tiếng Việt | Tần số rung động | Kí hiệu |
| ---------------- | --------------------------- | ---------------- | ------- |
| 1 (âm cao nhất)  | mí                          | 329.63 Hz        | E4      |
| 2                | si                          | 246.94 Hz        | B3      |
| 3                | son                         | 196.00 Hz        | G3      |
| 4                | rê                          | 146.83 Hz        | D3      |
| 5                | là                          | 110.00 Hz        | A2      |
| 6 (âm thấp nhất) | mì                          | 82.41 Hz         | E2      |

Loại đàn 12 dây có sáu cặp dây cũng theo trình tự trên. 
- Dây đàn guitar điện tử phải được làm bằng kim loại từ tính, thường làm từ thép, hợp kim niken, thép không gỉ, ... Để nhận biết điều này, có thể dùng nam châm để thử: dây nào không bị nam châm hút thì không thể dùng được. Trong 6 dây, thì các dây âm thấp (E2, A2 và D3) có lõi kim loại và được quấn quanh bằng nhiều sợi nhỏ bằng hợp kim khác nhau; còn các dây âm cao (G3, B3 và E4) chỉ có sợi đơn, không cuốn và có thể được mạ crôm.[14]
- Do bắt buộc phải có pickup, nên đàn guitar điện tử rất "kén" dây: dây không thích hợp với pickup sẽ cho thanh âm khác thiết kế. Do đó, đàn của hãng / công ty nào sản xuất luôn có bộ dây thích hợp, ít khi lấy dây của hãng này thay vào đàn của hãng kia mà vẫn cho thanh âm thỏa mãn.

- Do dây bằng kim loại, phát ra âm thanh nhờ "cộng hưởng điện từ" - khác hẳn với guitar cổ điển - nên người dùng có thể dễ dàng  thay đổi âm sắc theo ý muốn, nhờ vậy, nghệ sĩ biểu diễn có thể tạo phong cách riêng của mình, như Chuck Berry, Jimi Hendrix, Nile Rodgers, v.v.

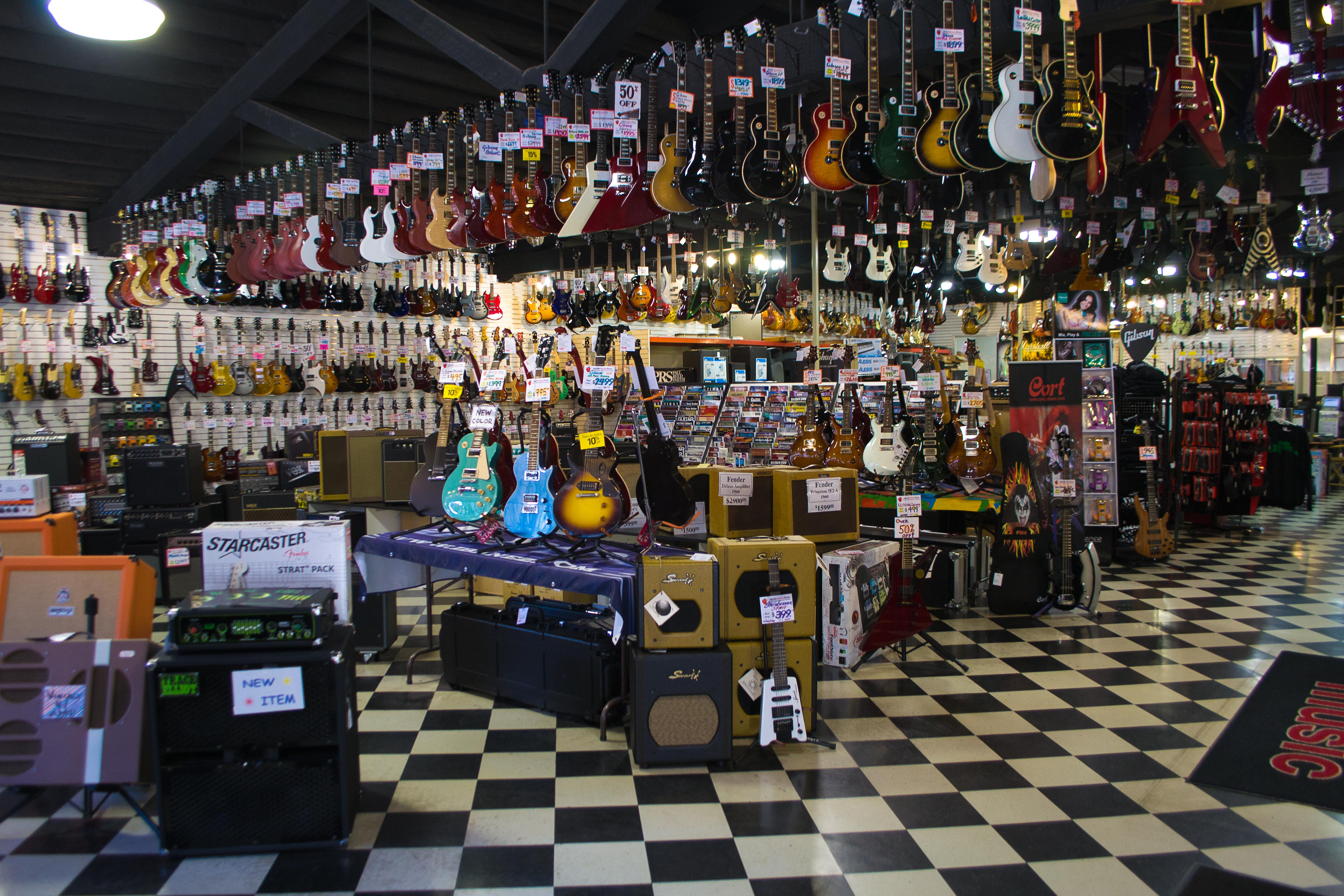
Một cửa hàng guitar điện.